# Hühnerberg (Wachenbuchen)
Der Hühnerberg ist eine 197 m hohe Erhebung auf der Gemarkung Wachenbuchens, zwischen Wachenbuchen und Niederdorfelden. Auf dem Hühnerberg befindet sich der Sender Hühnerberg. Von der Anhöhe besteht ein weiter Rundblick über das Rhein-Main-Gebiet, die Wetterau und das Maintal bis nach Aschaffenburg. Als Teil der Via Regia verläuft die sogenannte Hohe Straße über den Hühnerberg, die als Fahrradweg und Regionalparkroute ausgebaut ist.